# Mieke Gorissen
Mieke Gorissen (Hasselt, 29 november 1982) is een Belgische voormalig atleet, die gespecialiseerd was in de lange afstand en het veldlopen. Ze werd viermaal Belgisch kampioene en liep in 2021 de marathon op de Olympische Spelen van Tokio 2020.

## Loopbaan
Gorissen begon pas op 35-jarige leeftijd in 2018 met competitie, nadat ze al iets meer dan tien jaar actief was in stratenlopen. Ze veroverde verschillende titels bij de masters, zowel Belgische als Europese. In 2019 werd ze op de halve marathon voor het eerst Belgisch kampioene alle categorieën.
In 2020 werd Gorissen derde op het Belgisch kampioenschap op de 10.000 m. Later dat jaar behaalde ze de Belgische titel op de 10 km. In 2021 werd ze Belgisch kampioene veldlopen in Brussel. Bij haar marathondebuut later dat jaar liep ze de marathon van Enschede in 2:28.31, meteen het minimum voor deelname aan de Olympische Spelen. Op de marathon op de Olympische Spelen van Tokio finishte ze in het Japanse Sapporo als 28e. Bij het grote publiek bleven de beelden van een interview bij van haar emotionele reactie vol ongeloof en blijdschap, na het horen van haar resultaat kort na de eindstreep.
In maart 2022 werd Gorissen voor het tweede jaar op rij Belgische kampioene veldlopen op het parcours in Laken. Met de overwinning werd ze ook de eindwinnares van de Crosscup.
In november 2023 stopte ze met topsport.
Gorissen is aangesloten bij Atletiekclub De Demer. Van beroep is zij leerkracht fysica en wiskunde op een middelbare school.

## Belgische kampioenschappen
| Onderdeel      | Jaar       |
| -------------- | ---------- |
| 10 km          | 2020       |
| halve marathon | 2019       |
| veldlopen      | 2021, 2022 |

## Persoonlijke records
| Onderdeel      | Prestatie | Datum             | Plaats      |
| -------------- | --------- | ----------------- | ----------- |
| 5000 m         | 16.28,82  | 19 september 2020 | Ninove      |
| 10.000 m       | 34.32,58  | 27 september 2020 | Eigenbrakel |
| 10 km          | 32.49     | 11 oktober 2020   | Lokeren     |
| halve marathon | 1:11.54   | 5 juni 2022       | Nijlen      |
| marathon       | 2:28.31   | 18 april 2021     | Enschede    |

## Palmares

### 10.000 m
- 2020:  BK AC te Eigenbrakel – 34.32,58

### 10 km
- 2020:  BK AC in Lokeren – 32.49

### halve marathon
- 2019:  BK AC in Wevelgem – 1:16.15

### veldlopen
- 2021:  BK AC in Laken
- 2022:  BK AC in Laken

### marathon
- 2021: 7e Marathon van Enschede – 2:28.31
- 2021: 28e OS in Tokio – 2:34.24
- 2022: 19e WK in  Eugene – 2:31.06
- 2022: 13e EK in München - 2:31.48

- World Athletics: 14911853